# Sphegina obscurifacies
Sphegina obscurifacies är en tvåvingeart som beskrevs av Stackelberg 1956. Sphegina obscurifacies ingår i släktet midjeblomflugor, och familjen blomflugor. Inga underarter finns listade i Catalogue of Life.